# 浅井祥仁
浅井 祥仁（あさい しょうじ、1967年5月3日 - ）は、日本の物理学者。東京大学教授。石川県能美市（旧寺井町）出身。高エネルギー加速器研究機構（KEK）機構長。

## 人物
素粒子に有限な質量を与えるヒッグス粒子を発見したCERNのLHCを利用したATLAS検出器チーム3千人の中の日本人科学者110人のまとめ役（物理解析責任者）。父は日本絹人繊織物工業組合連合会（日絹工連）理事長を務めた浅井長一郎。

## 経歴
- 寺井町立粟生（あお）小学校卒業
- 金沢大学附属中学校卒業
- 金沢大学附属高等学校卒業
- 東京大学理科1類入学
- 1990年 東京大学理学部卒
- 1992年 東京大学大学院理学系研究科修士課程修了
- 1992年 日本学術振興会特別研究員-DC
- 1995年 東京大学大学院理学系研究科博士課程修了 、理学博士。
- 1995年 日本学術振興会海外特別研究員
- 1995年 CERN欧州素粒子原子核研究所（OPALグループ） 超対称性研究グループリーダー
- 1995年 東京大学素粒子物理国際研究センター助手
- 2003年 東京大学素粒子物理国際研究センター助教授
- 2007年 東京大学大学院理学系研究科准教授
- 2012年 第9回（平成24年度）日本学術振興会賞受賞（エネルギーフロンティア加速器LHCを用いたヒッグス粒子の研究）
- 2013年  読売テクノフォーラム・第19回ゴールドメダル賞
- 2013年春  東京大学教授（45歳）
- 2013年　仁科記念賞受賞　ヒッグス粒子発見に対する貢献

## 著書

### 単著
- 『ヒッグス粒子の謎』 祥伝社、2012年 ISBN 978-4396112905
- 『LHCの物理―ヒッグス粒子発見とその後の展開―』 共立出版　2016年  ISBN 978-4-320-03527-0